# خرموش کانگورویی فیلیپس
خرموش کانگورویی فیلیپس (نام علمی: Dipodomys phillipsii) نام یک گونه از سرده خرموش کانگورویی است.